# مكافأة التوقيع
مكافأة التوقيع، هي عبارة عن مبلغ من المال يتم دفعه للموظف الجديد من قبل شركة ما كحافز للانضمام إلى تلك الشركة وغالباً ما يتم منحهم كطريقة لجعل حزمة التعويضات أكثر جاذبيه للموظف (على سبيل المثال، إذا كان الراتب السنوي اقل من رغبته أو رغبتها). كما أنه يقلل من المخاطر التي تتعرض لها الشركة حيث أنها عباره عن دفعة لمرة واحدة؛ على سبيل المثال، إذا كان الموظف لا يفي بالتوقعات، فإن الشركة لن تلتزم براتب أعلى.
غالباً ما تستخدم مكافآت التوقيع في الرياضات الاحترافية، ولتوظيف الخريجين في وظائفهم الأولى.
كما أنه لتشجيع الموظفين على البقاء في الشركة، غالباً ما توجد بنود في العقد حيث أنه إذا استقال الموظف قبل فترة محددة فإنه يجب عليه ارجاع مكافأة التوقيع.

## ReferencesEdit
1. ^ [1]

|  | This finance-related article is a stub. You can help Wikipedia by expanding it. |